# Kustîn, Radehiv
Kustîn (în ucraineană Кустин) este localitatea de reședință a comunei Kustîn din raionul Radehiv, regiunea Liov, Ucraina.

## Demografie
Componența lingvistică a localității Kustîn
     Ucraineană (99,22%)
     Alte limbi (0,77%)
Conform recensământului din 2001, majoritatea populației localității Kustîn era vorbitoare de ucraineană (99,22%), existând în minoritate și vorbitori de alte limbi.